# The Hermit's Gold
The Hermit's Gold est un film muet américain réalisé par Allan Dwan et sorti en 1911.

## Synopsis
Les deux frères Wendell, George et Charles, sont amoureux de Clara Palmer, mais celle-ci, libre et frivole, n'est pas disposée à choisir entre les deux. Finalement, elle leur déclare qu'elle épousera celui qui obtiendra la meilleure situation, en plus d'une fortune conséquente…

## Fiche technique
- Réalisation : Allan Dwan
- Date de sortie : États-Unis : 22 juin 1911

## Distribution
- J. Warren Kerrigan : George Wendell
- Pauline Bush : Clara Palmer
- Jack Richardson : Charles Wendell
- George Periolat : l'ermite